# Estadio Ramón Sánchez-Pizjuán
El Estadio Ramón Sánchez-Pizjuán es un recinto deportivo propiedad del Sevilla Fútbol Club, ubicado en el barrio de Nervión de Sevilla, España. Se inauguró el 7 de septiembre de 1958 y su aforo actualmente es de 43 864 espectadores. El nombre del estadio es en homenaje al expresidente del club, Ramón Sánchez Pizjuán. Para partidos internacionales el aforo es de 41 000 espectadores 
Fue una de las diecisiete sedes del Mundial de 1982, una de cuyas dos semifinales acogió. Además ha albergado veinticinco encuentros de la selección española, que resultó invicta en todos ellos. A nivel de competiciones de clubes, es uno de los cuatro estadios españoles donde se ha disputado una final de Copa de Europa (1986) y el segundo, tras La Cartuja (2003), que albergó una final a partido único de Liga Europa (2022).

## Historia
El presidente del Sevilla, el barón de Gracia Real, Juan Domínguez Osborne, tuvo desde un principio el acierto de rodearse de personas que le ayudaron tremendamente en su mandato, entre ellos el mismísimo Ramón Sánchez-Pizjuán y el eficaz Juan López García, preside el club hispalense en una época en la que tuvo que salvar diversos problemas de importancia. Sin duda, su principal logro lo consiguió al dotar al club de unos terrenos que luego fueron históricos para la entidad. Debido a una imposición urbanística, el Sevilla se vio obligado a abandonar el Campo de la Victoria, tras lo cual el presidente, en una importante gestión, adquiere un solar de la inmobiliaria Nervión que era propiedad de su también amigo Pablo Armero (marqués del Nervión). 
Sabedor Juan Domínguez de que el club no está en condiciones económicas de asumir dicha adquisición, no duda en pagar de su bolsillo el montante del valor de la compra. Más tarde fue recuperando el dinero merced a los ingresos que tenía el club tras la celebración de los partidos. Desde el primer momento el Barón impuso la estrategia de indicar a su secretario de junta Ramón Sánchez-Pizjuán que, una vez concluidos los partidos, se pagara al personal de campo, jugadores y cuerpo técnico. Del sobrante, él se llevaba un tanto por ciento y quedaba otro tanto para reserva para los imprevistos que pudiesen surgir. De esta forma aminoraba la deuda, pero lentamente. Cuando finaliza su mandato en 1932 y se hizo cargo del club Ramón Sánchez-Pizjuán, el barón indica que la estrategia de pago no variaría y que la amortización de los pagos de los terrenos y construcción de estadio no variarían ni un ápice, Juan Domínguez se casó con doña María Manjón y el matrimonio Domínguez Manjón era tan sevillista que en la prematura muerte del barón a la edad de 53 años, esta dio por condonada la deuda que aún le mantenía el club, con el bello argumento de que así lo había querido su esposo. Otro de los retos marcador por el Barón de Gracia Real era el conseguir que su club militara en Primera División en esta cuestión la suerte fue esquiva y pese a que cada año se reforzaba el equipo con jugadores importante el ansiado ascenso no llegó hasta una temporada después de dejar la presidencia este importante presidente. 
En la primera directiva tuvo como acompañantes a Luis Ibarra, Eladio Rodríguez de la Borbolla, M. Amores, Luís Nieves, Juan Reimana, Eduardo Silvestre y Federico Maquedano que ejercía de tesorero. Durante su dilatada estancia como presidente del Sevilla, tuvo numerosos directivos en su personal. Bernardo de los Ríos, Armando Soto e Illana, José Luís Isern Rivera, Nicolás Carretero, Joaquín García de Tejada, Manuel Gayan, José Luís Buiza, Federico Flores, José Manuel Puelles de los Santos, Ramón López Romero y principalmente a Ramón Sánchez-Pizjuán, el que faltó solo la temporada 1928-1929, época en la que el otrora gran presidente sevillista, ocupó el cargo de presidente de la Federación Regional Sur. Eugenio Eizaguirre Pozzi, Francisco Toledo, Álvarez Rementería, Juan López García (Juanito Balompedico) Manuel Ríos Sarmiento, Carlos Piñar y Pickman, Antonio Calderón Hernández, Francisco Cárdenas, Antonio Alonso, Eduardo de la Matta, José Romero y hasta el incombustible Antonio Sánchez Ramos el popular «Tío del Puro».
Durante su mandato se fichan a jugadores como Guillermo Campanal, Ventolrá, Padrón, Deva, Abad, Adelantado, Arroyo, el canario Castro, Gual y el onubense Bracero. 
El barón dejó una larga descendencia. Casi toda vive en nuestra ciudad y mantienen una lealtad a los colores que defendió su antepasado, En años posteriores su hermanastro D. Jerónimo Domínguez y Pérez de Vargas (marqués de Contadero) también llega a ser presidente del Sevilla. Tras la muerte de Ramón Sánchez-Pizjuán, quien inició en 1937 la compra de los terrenos del futuro estadio que ya se tenían en alquiler, fue su sucesor Ramón de Carranza, quién puso la primera piedra del mismo el 2 de diciembre de 1956 para sustituir al vetusto Estadio de Nervión.
Sin embargo, no fue hasta principios de 1975, con Eugenio Montes Cabeza como presidente, cuando se concluyeron las obras de cerramiento del estadio, que alcanzó su máximo aforo histórico con más de 77 000 espectadores.

## Remodelaciones

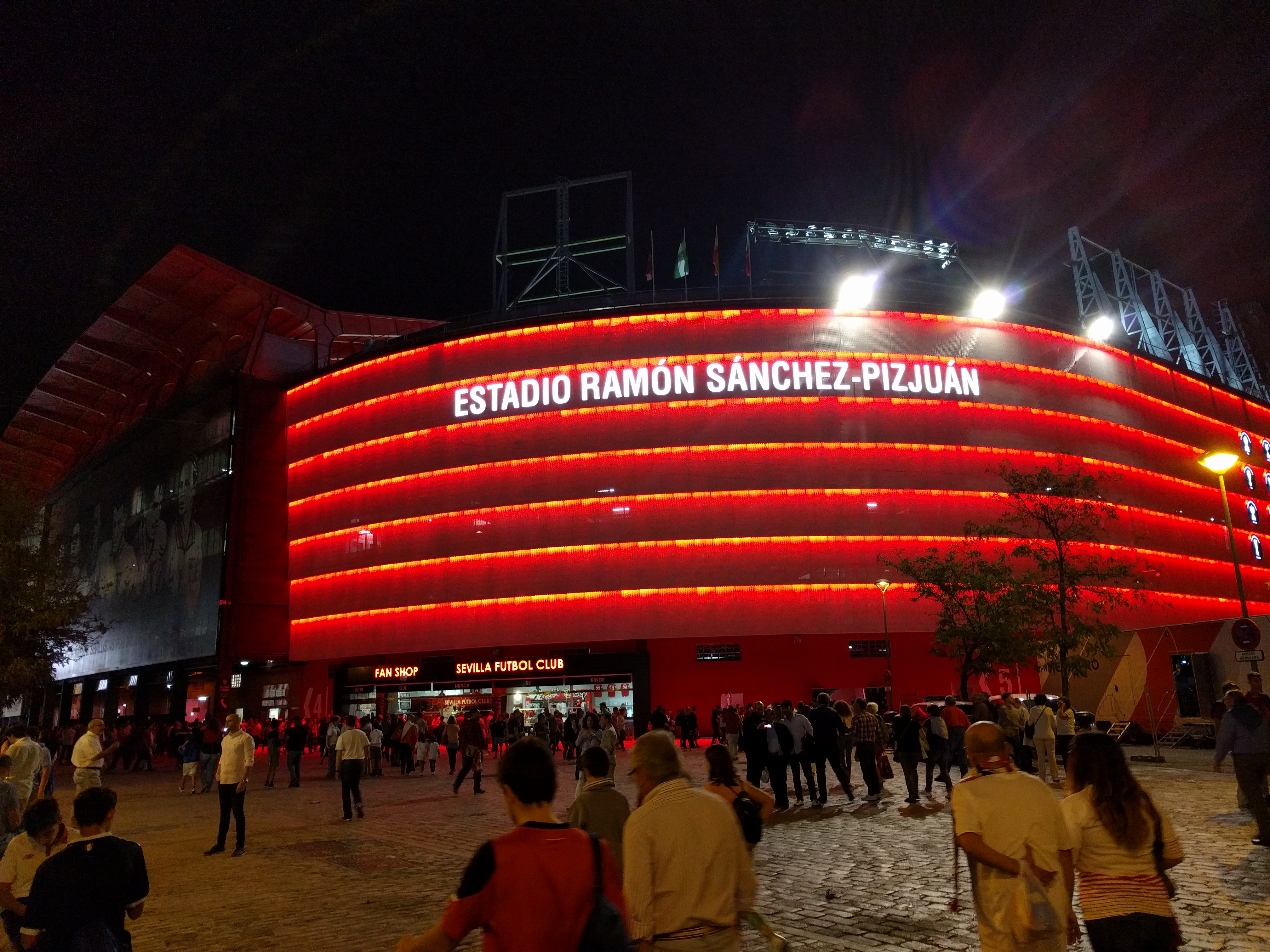
Exterior de noche

### Cronología
- En 1982, con motivo de la Copa del Mundo celebrada en España, se redujo la capacidad del estadio, que quedó en torno a los 70 500 espectadores. Una nueva reforma posterior lo dejó en 66 000.[6] Además, se instaló la cubierta de preferencia, el marcador electrónico y un nuevo sistema de iluminación que permitiese transmitir mejor los partidos por televisión en color que por aquellas fechas empezaba a funcionar en España. En el exterior del estadio, se construyó un mosaico en la fachada principal obra de Santiago del Campo, con motivo del centenario en 2005, se construyó en el Gol Sur, otro mosaico alegórico diseñado por Ben Yessef.[7][8]

- En 1998 y en cumplimiento de la nueva normativa UEFA, que obligaba a tener localidades de asiento para todo el aforo, pasó la capacidad del estadio de 62 000 a 45 500 espectadores.[9][10][11]

- En el verano de 2015, se renovó todo el aspecto interior y exterior del estadio y se dejó el aforo en 42 714 espectadores.[12]

- En el verano de 2018, se amplió el aforo en 1300 localidades mediante la eliminación de vomitorios y del pasillo paralelo en la grada baja de fondo y se sustituyeron los asientos por nuevos abatibles. Sucesivamente se va acometiendo la misma reforma en las otras zonas del estadio hasta llegar a un total de 48 000 localidades aproximadamente.[13]

## El futuro del Estadio Ramón Sánchez-Pizjuán
La remodelación completa del Estadio Ramón Sánchez-Pizjuán está prevista entre 2026 y 2028. El actual estadio será demolido y sustituido por un recinto completamente nuevo del Sevilla FC, más grande y moderno que su predecesor. Se prevé que el estadio cueste entre 300 y 350 millones de euros y tenga capacidad para 55.000 espectadores. Durante las obras, el club jugará sus partidos en el estadio de La Cartuja.

## Partidos internacionales

### Selección española
La selección española ha disputado 46 encuentros en Sevilla, 25 de ellos en el coliseo de Nervión. España resultó invicta en sus 25 enfrentamientos, con un balance de veinte victorias y cinco empates.
| Amistoso; 11 de junio de 1961 | España                       | 2:0 (0:0) | Argentina |                      |                      |
|                               | Del Sol 63' · Di Stéfano 73' |           |           | Árbitro(s): Lo Bello | Árbitro(s): Lo Bello |

| Eurocopa 1964, cuartos de final; 11 de marzo de 1964 | España                                          | 5:1 (4:1) | Irlanda     |                        |                        |
|                                                      | Amancio 13' 29' · Fusté 15' · Marcelino 33' 88' |           | Mc Evoy 13' | Árbitro(s): Van Nuffel | Árbitro(s): Van Nuffel |

| Clasificación Mundial 1966; 27 de octubre de 1965 | España                           | 4:1 (2:1) | Irlanda     |                        |                        |
|                                                   | Pereda 39' 43' 67' · Lapetra 73' |           | Mc Evoy 27' | Árbitro(s): De Freitas | Árbitro(s): De Freitas |

| Amistoso; 28 de febrero de 1968 | España                     | 3:1 (2:1) | Suecia         |                          |                          |
|                                 | Amancio 20' 25' · Rifé 67' |           | Ejderstedt 17' | Árbitro(s): Fdes. Campos | Árbitro(s): Fdes. Campos |

| Amistoso; 23 de abril de 1969 | España | 0:0 | México |                            |  |
|                               |        |     |        | Árbitro(s): Lousada Rguez. |  |

| Amistoso; 11 de febrero de 1970 | España                    | 2:0 (2:0) | Alemania |                      |                      |
|                                 | Arieta-Araunabeña 17' 41' |           |          | Árbitro(s): Vigliani | Árbitro(s): Vigliani |

| Clasificación Eurocopa 1972; 11 de noviembre de 1970 | España                                | 3:0 (1:0) | Irlanda del Norte |                        |                        |
|                                                      | Rexach 39' · Pirri 59' · Aragonés 77' |           |                   | Árbitro(s): Ernsberger | Árbitro(s): Ernsberger |

| Clasificación Eurocopa 1972; 23 de octubre de 1971 | España | 0:0 | Unión Soviética |                        |  |
|                                                    |        |     |                 | Árbitro(s): Burtenshaw |  |

| Clasificación Mundial 1978; 10 de octubre de 1976 | España    | 1:0 (0:0) | Yugoslavia |                   |                   |
|                                                   | Pirri 86' |           |            | Árbitro(s): Burns | Árbitro(s): Burns |

| Clasificación Eurocopa 1984; 16 de febrero de 1983 | España         | 1:0 (1:0) | Países Bajos |                     |                     |
|                                                    | Juan Señor 43' |           |              | Árbitro(s): Bergamo | Árbitro(s): Bergamo |

| Clasificación Mundial 1986; 27 de febrero de 1985 | España   | 1:0 (0:0) | Escocia |                     |                     |
|                                                   | Clos 48' |           |         | Árbitro(s): Vautrot | Árbitro(s): Vautrot |

| Clasificación Eurocopa 1988; 14 de octubre de 1987 | España                   | 2:0 (0:0) | Austria |                     |                     |
|                                                    | Míchel 56' · Sanchís 62' |           |         | Árbitro(s): Quiniou | Árbitro(s): Quiniou |

| Amistoso; 12 de octubre de 1988 | España        | 1:1 (1:1) | Argentina    |                    |                    |
|                                 | Butragueño 7' |           | Caniggia 44' | Árbitro(s): Longhi | Árbitro(s): Longhi |

| Clasificación Mundial 1990; 21 de diciembre de 1988 | España                                                  | 4:0 (1:0) | Irlanda del Norte |                           |                           |
|                                                     | Butragueño 30' 55' · Míchel 62' · Roberto Fernández 65' |           |                   | Árbitro(s): Van Lagenhove | Árbitro(s): Van Lagenhove |

| Clasificación Mundial 1990; 15 de noviembre de 1989 | España                                                         | 4:0 (3:0) | Hungría |                    |                    |
|                                                     | Manolo 7' · Butragueño 24' · Juan Rodríguez 41' · Fernando 63' |           |         | Árbitro(s): Biguet | Árbitro(s): Biguet |

| Clasificación Eurocopa 1992; 19 de diciembre de 1990 | España                                                                                 | 9:0 (4:0) | Albania |                        |                        |
|                                                      | Amor 19' · Carlos Muñoz 23' 65' · Butragueño 30' 57' 67' 76' · Hierro 36' · Bakero 86' |           |         | Árbitro(s): Constantin | Árbitro(s): Constantin |

| Clasificación Eurocopa 1992; 13 de noviembre de 1991 | España                    | 2:1 (1:0) | Checoslovaquia |                            |                            |
|                                                      | Abelardo 33' · Míchel 78' |           | Nemecek 59'    | Árbitro(s): Roethlisberger | Árbitro(s): Roethlisberger |

| Clasificación Mundial 1994; 18 de noviembre de 1992 | España | 0:0 | Irlanda |                        |  |
|                                                     |        |     |         | Árbitro(s): Constantin |  |

| Clasificación Mundial 1994; 16 de diciembre de 1992 | España                                                          | 5:0 (0:0) | Letonia |                         |                         |
|                                                     | Bakero 48' · Guardiola 50' · Alfonso 79' · Beguiristain 81' 83' |           |         | Árbitro(s): Craciunescu | Árbitro(s): Craciunescu |

| Clasificación Mundial 1994; 17 de noviembre de 1993 | España     | 1:0 (0:0) | Dinamarca |                     |                     |
|                                                     | Hierro 63' |           |           | Árbitro(s): Nikakis | Árbitro(s): Nikakis |

| Clasificación Eurocopa 1996; 16 de noviembre de 1994 | España                                    | 3:0 (2:0) | Dinamarca |                       |                       |
|                                                      | Nadal 41' · Luis Enrique 42' · Donato 87' |           |           | Árbitro(s): McCluskey | Árbitro(s): McCluskey |

| Clasificación Eurocopa 1996; 29 de marzo de 1995 | España       | 1:1 (1:1) | Bélgica     |                    |                    |
|                                                  | Guerrero 24' |           | Degryse 26' | Árbitro(s): Harrel | Árbitro(s): Harrel |

| Amistoso; 11 de febrero de 2009 | España        | 2:0 (1:0) | Inglaterra |                    |                    |
|                                 | Villa 35' 81' |           |            | Árbitro(s): Lannoy | Árbitro(s): Lannoy |

| Amistoso; 30 de mayo de 2014 | España                   | 2:0 (0:0) | Bolivia |                    |                    |
|                              | Torres 51' · Iniesta 84' |           |         | Árbitro(s): Jemini | Árbitro(s): Jemini |

| Clasificación Eurocopa 2016; 27 de marzo de 2015 | España     | 1:0 (1:0) | Ucrania |                   |                   |
|                                                  | Morata 28' |           |         | Árbitro(s): Çakir | Árbitro(s): Çakir |

### Mundial 1982
Sevilla fue una de las catorce subsedes y el Ramón Sánchez-Pizjuán uno de los diecisiete estadios que albergaron la Copa Mundial de 1982. En este recinto se disputaron dos partidos, el primero correspondiente a la primera fase del grupo 6 entre Brasil y la URSS, y el segundo, la mítica semifinal que enfrentó a la R.F. de Alemania ante Francia.
| Primera fase (Grupo 6); 14 de junio de 1982, 21:00 | Brasil                  | 2:1 (0:1) | Unión Soviética |                                                                            |                                                                            |
|                                                    | Sócrates 75' · Eder 88' | Reporte   | Bal 34'         | Asistencia: 68 000 espectadores Árbitro(s): Augusto Lamo Castillo (España) | Asistencia: 68 000 espectadores Árbitro(s): Augusto Lamo Castillo (España) |

| Semifinales; 8 de julio de 1982, 21:00 | Alemania Federal                                                 | 3:3 (1:1, 1:1) (t. s.)(5:4 p.) | Francia                                               |                                                                           |                                                                           |
|                                        | Littbarski 17' · Rummenigge 102' · Fischer 108'                  | Reporte                        | Platini 26' (pen.) · Tresor 92' · Giresse 98'         | Asistencia: 70 000 espectadores Árbitro(s): Charles Corver (Países Bajos) | Asistencia: 70 000 espectadores Árbitro(s): Charles Corver (Países Bajos) |
|                                        |                                                                  | Tiros desde el punto penal     |                                                       |                                                                           |                                                                           |
|                                        | Kaltz · Breitner · Stielike · Littbarski · Rummenigge · Hrubesch |                                | Giresse · Amoros · Rocheteau · Six · Platini · Bossis |                                                                           |                                                                           |

## Partidos de clubes

### Finales continentales
Copa de Europa
La final de la máxima competición continental de clubes europeos se ha disputado en ocho ediciones en España. El 7 de mayo de 1986, el recinto de Nervión fue la sede de la final de Copa de Europa 1985/86, la primera disputada en España fuera de la capital, y fue el segundo estadio del país en albergarla.
| Final de Copa de Europa 1985/86; 7 de mayo de 1986 | F. C. Steaua București                                          | 0:0 (t. s.)(2:0 p.)        | F. C. Barcelona                                           |                                                            |  |
|                                                    |                                                                 |                            |                                                           | Asistencia: 70 000 espectadores Árbitro(s): Michel Vautrot |  |
|                                                    |                                                                 | Tiros desde el punto penal |                                                           |                                                            |  |
|                                                    | - Mikal Majaru - László Bölöni - Marius Lăcătuş - Gavril Balint |                            | - Alexanko - Ángel Pedraza - Pichi Alonso - Marcos Alonso |                                                            |  |

Liga Europa
La final de la segunda competición continental de clubes europeos, se ha disputado únicamente una vez a partido único en España. Fue en la final de 2003 disputada en el Estadio de La Cartuja, por lo que Sevilla repetirá 14 años después como anfitriona, el 26 de mayo de 2021 en el recinto de Nervión.
| Final Liga Europa 2021/22; 26 de mayo de 2021 | Eintracht Fráncfort                                                              | 1:1 (t. s.)(5:4 p.)        | Rangers F. C.                                                                 |                                                                        |                                                                        |
| 21:00                                         | Rafael Santos Borré 69'                                                          |                            | 57' Joe Aribo                                                                 | Asistencia: 43 883 espectadores espectadores Árbitro(s): Slavko Vinčić | Asistencia: 43 883 espectadores espectadores Árbitro(s): Slavko Vinčić |
|                                               |                                                                                  | Tiros desde el punto penal |                                                                               |                                                                        |                                                                        |
|                                               | - Christopher Lenz - Ajdin Hrustic - Daichi Kamada - Filip Kostić - Rafael Borré |                            | - James Tavernier - Steven Davis - Scott Arfield - Aaron Ramsey - Kemar Roofe |                                                                        |                                                                        |

## Clubes representados en el mosaico
| Equipo                        | País       |
| ----------------------------- | ---------- |
| Aarhus GF                     | Dinamarca  |
| UD Almería                    | España     |
| RSC Anderlecht                | Bélgica    |
| Arenas Club                   | España     |
| Arsenal FC                    | Inglaterra |
| Athletic Club                 | España     |
| Atlético de Madrid            | España     |
| FC Barcelona                  | España     |
| Bayern de Múnich              | Alemania   |
| SL Benfica                    | Portugal   |
| Real Betis                    | España     |
| Boca Juniors                  | Argentina  |
| Cádiz CF                      | España     |
| RC Celta                      | España     |
| Córdoba CF                    | España     |
| Coria CF                      | España     |
| RCD Español                   | España     |
| Fluminense FC                 | Brasil     |
| Glasgow Rangers               | Escocia    |
| Granada CF                    | España     |
| HNK Hajduk Split              | Croacia    |
| Budapest HFC                  | Hungría    |
| CA Independiente              | Argentina  |
| Real Jaén CF                  | España     |
| Juventus FC                   | Italia     |
| UD Las Palmas                 | España     |
| SS Lazio                      | Italia     |
| Real Madrid CF                | España     |
| Málaga CF (antiguo CD Málaga) | España     |
| AC Milan                      | Italia     |
| Millonarios FC                | Colombia   |
| Newells Old Boys              | Argentina  |
| Real Oviedo                   | España     |
| CA Peñarol                    | Uruguay    |
| Racing de Ferrol              | España     |
| Real Racing Club              | España     |
| Rapid de Viena                | Austria    |
| Real Sociedad                 | España     |
| RC Recreativo                 | España     |
| River Plate                   | Argentina  |
| CE Sabadell FC                | España     |
| CA San Lorenzo                | Argentina  |
| Santos FC                     | Brasil     |
| Sporting de Gijón             | España     |
| Sporting de Portugal          | Portugal   |
| Stade de Reims                | Francia    |
| Real Unión                    | España     |
| Valencia CF                   | España     |
| CR Vasco de Gama              | Brasil     |
| Real Zaragoza                 | España     |

Recientemente está proyectada la ampliación del estadio y la cubierta de todo el graderío. El proyecto se encuentra en fase de estudio y entre las ideas destaca la construcción de un tercer mosaico casi idéntico al primero construido en 1982, donde aparecerían el Escudo del Sevilla en gran dimensión y junto a éste los escudos de aquellos equipos importantes europeos y extranjeros que no se encuentran en el primer mosaico: Manchester City, Manchester United, Chelsea, Liverpool, Tottenham, Aston Villa, Newcastle United, Middlesbrough, Oporto, SC Braga, Vitória de Guimarães, Inter de Milán, AS Roma, SSC Nápoles, Fiorentina, Borussia Dortmund, Bayer Leverkusen, Hamburgo SV, Schalke 04, Hertha Berlín, PSG, Olympique de Lyon, Olympique de Marsella, Celtic, Red Bull Salzburgo, FC Basilea, Estrella Roja de Belgrado, Dinamo de Zagreb, Steaua de Bucarest, Galatasaray SK, AEK Atenas, Olympiakos, Panathinaikos, Villarreal, Real Valladolid, C.D. Tenerife, Deportivo de la Coruña, Real Murcia y Real Mallorca principalmente. Abajo aparecerían los trofeos de la Europa League y el de la Supercopa de Europa ganados por el Sevilla